# William Wirt
William Wirt (8 novembre 1772 à Bladensburg dans l'état du Maryland aux États-Unis - 18 février 1834 à Washington DC aux États-Unis) était un homme politique américain.

## Biographie
Ses parents avaient des origines suisses (sa mère) et allemandes (son père). 
Il a été le procureur général des États-Unis (United States Attorney General) du 13 novembre 1817 au 4 mars 1829. C'est la personnalité qui a occupé le plus longtemps ce poste de responsabilité sous les présidences de James Monroe et de John Quincy Adams. Il suivit particulièrement les affaires Cherokee contre Georgie et Worcester contre Georgie.
Ancien franc-maçon, il fut candidat sous la bannière du Parti anti-maçonnique en vue de l'élection présidentielle de 1832.

## Honneurs
Le Comté de Wirt fut nommé à son honneur.